# Вэтэшою, Эмилия
Эмилия Вэтэшою (рум. Emilia Vătăşoiu; род. 20 октября 1933, Кыйнени, жудец Вылча, Румыния) — румынская гимнастка, призёр Олимпийских игр. В результате замужества носила также фамилию Лицэ (рум. Liţă). Заслуженный мастер спорта Румынии.

## Биография
Родилась в 1933 году в коммуне Кыйнени жудеца Вылча. В 1956 году она в составе команды стала обладательницей бронзовой медали Олимпийских игр в Мельбурне. В 1958 году в составе команды стала обладательницей бронзовой медали чемпионата мира. В 1960 году на Олимпийских играх в Риме стала обладательницей бронзовой медали в составе команды. В 1964 году на Олимпийских играх в Токио разделила 6-е место с командой.